# 30 september
30 september is de 273ste dag van het jaar (274ste dag in een schrikkeljaar) in de gregoriaanse kalender. Hierna volgen nog 92 dagen tot het einde van het jaar.

## Gebeurtenissen
- Algemeen
  - 1994 - Op het Siberische schiereiland Kamtsjatka spuwt de vulkaan Kljoetsjevskaja Sopka tot 13.000 meter hoogte as de atmosfeer in.
  - 2009 - 50 km ten noordwesten van de havenstad Padang (op het Indonesische eiland Sumatra) vindt een aardbeving plaats van 7,6 op de schaal van Richter. Gebouwen storten in, waaronder een ziekenhuis. De aardbeving kost aan zeker 1100 mensen het leven.
  - 2015 - In de provincie Groningen vindt om 20.05 uur de zwaarste aardbeving van dit jaar tot nu toe plaats, met een kracht van 3,1 op de schaal van Richter. Het epicentrum ligt bij Hellum. Later in de avond volgt bij het Drentse Emmen een aardbeving met een kracht van 2,3.
  - 2016 - De Kinderombudsman concludeert in haar rapport dat Zwarte Piet in zijn huidige vorm in strijd is met het VN-Kinderrechtenverdrag.
  - 2023 - In de Botany Bay in de Australische stad Sydney komt een visser om het leven nadat zijn boot wordt getroffen door de deining die door een opduikende walvis wordt veroorzaakt. Een tweede opvarende slaat ook overboord, maar hij overleeft het ongeluk.[1]
- Criminaliteit en veiligheid
  - 2016 - Bij een aanval op een militaire konvooi aan de Mexicaanse westkust komen vijf Mexicaanse militairen om het leven.
  - 2017 - Bij twee schietpartijen in Kaapstad vallen zeker elf doden.
  - 2017 - Vermissing van Anne Faber.
- Economie
  - 2011 - Het Internationaal Monetair Fonds toont zich bezorgd over het steeds trager verlopende hervormingsproces in Roemenië met de verkiezingen in zicht.
- Infrastructuur
  - 1997 - De SS Rotterdam wordt door de Holland Amerika Lijn uit de vaart genomen.[2]
  - 2016 - IJslandse autoriteiten scherpen hun waarschuwingen voor de luchtvaart aan wegens toenemende seismische activiteit rond de vulkaan Katla.
- Kunst en cultuur
  - 1791 - Première van de opera Die Zauberflöte van Wolfgang Amadeus Mozart in Wenen.[2]
  - 2015 - Frankrijk en Nederland kopen samen twee schilderijen van Rembrandt van de Franse familie Rothschild.
  - 2016 - In de Italiaanse plaats Castellammare di Stabia worden twee schilderijen van Vincent van Gogh teruggevonden die in 2002 waren gestolen uit het Van Gogh Museum.
  - 2021 - De 25e Bondfilm, No Time To Die, draait nu in de Nederlandse bioscopen. Met een speelduur van 163 minuten is het de langste Bondfilm die tot nu toe gemaakt is.[3]
- Media
  - 1960 - The Flintstones, een Amerikaanse animatieserie, wordt voor het eerst op televisie uitgezonden in de Verenigde Staten.[2]
  - 1976 - Tv-maker Henk Barnard ontvangt uit handen van minister Jan Pronk (ontwikkelingssamenwerking) de Dick Scherpenzeelprijs.
  - 1992 - De eerste aflevering van de kinderserie Koekeloere wordt uitgezonden door de NTR.
- Oorlog
  - 1990 - In de Golfoorlog doet president Saddam Hoessein een oproep voor een vredesdialoog.
  - 1992 - De Verenigde Naties en andere hulporganisaties evacueren hulpwerkers uit Zuid-Soedan na de dood van een Birmese VN-employé en een Noorse journalist in het gebied door toedoen van een Zuid-Soedanese rebellen.
  - 2015 - Het Afghaanse leger herovert na felle gevechten de stad Kunduz, die enkele dagen eerder door de taliban was ingenomen.
  - 2015 - Het Russische ministerie van Defensie meldt dat Rusland luchtaanvallen heeft uitgevoerd op Syrië. Volgens het Kremlin waren de aanvallen gericht op IS, maar Franse, Amerikaanse en Syrische bronnen beweren dat er andere doelen zijn geraakt.
  - 2016 - Pakistan neemt een Indiase militair gevangen in het Pakistaanse deel van de regio Kashmir. Eerder op de dag zouden bij beschietingen in het grensgebied in de omstreden regio twee doden zijn gevallen aan Pakistaanse zijde.
  - 2016 - De Verenigde Naties starten een onderzoek naar de luchtaanval op een hulpkonvooi van hulporganisatie Rode Halvemaan in de Syrische provincie Aleppo op 19 september 2016, waarbij zeker twintig doden vielen.
- Politiek
  - 1818 - Willeskop wordt een gemeentewapen verleend.
  - 1938 - Het Verenigd Koninkrijk en Frankrijk enerzijds en nazi-Duitsland en Italië anderzijds tekenen het Verdrag van München waardoor Duitsland het recht krijgt het Sudetenland in Tsjecho-Slowakije te annexeren.[2]
  - 1966 - Het Britse protectoraat Beetsjoeanaland wordt onafhankelijk onder de naam Republiek Botswana.
  - 1989 - De West-Duitse minister Genscher maakt in Praag bekend dat duizenden Oost-Duitse vluchtelingen uit Tsjecho-Slowakije naar West-Duitsland mogen uitreizen.
  - 1991 - Bij een militaire staatsgreep op Haïti wordt president Jean-Bertrand Aristide afgezet.
  - 1994 - In de hoop verder bloedvergieten te voorkomen tussen Hutu's en de Tutsi's in Burundi benoemt het nationale parlement het waarnemende staatshoofd Sylvestre Ntibantunganya tot president.
  - 2010 - De regering van Ecuador kondigt de staat van beleg af, nadat honderden agenten president Rafael Correa hadden bestookt met traangas en water toen hij ze in de hoofdstad Quito probeerde toe te spreken.
  - 2010 - In Nederland maken de leiders van de beoogde regeringspartijen VVD (Mark Rutte) en CDA (Maxime Verhagen), samen met Geert Wilders van de PVV, die gedoogsteun zal geven aan dat kabinet, de hoofdpunten uit het regeerakkoord en het gedoogakkoord bekend.
  - 2015 - Het Russische parlement geeft toestemming voor het sturen van grondtroepen naar Syrië.
  - 2016 - Alle lidstaten van de Europese Unie stemmen in met de ratificering van het klimaatakkoord dat in 2015 is gesloten in Parijs.
  - 2018 - Een adviserend referendum in Macedonië over de naamswijziging naar Noord-Macedonië blijkt ongeldig wegens een te lage opkomst. Zij die wel op kwamen dagen waren in meerderheid voor de naamswijziging.[4]
  - 2019 - De Vlaamse politieke partijen N-VA, Open Vld en CD&V worden het onderling eens over een regeringsakkoord, waarmee de regering-Jambon een feit is.
  - 2023 - Een congres van de Nederlandse politieke partij 50PLUS waarbij een lijsttrekker voor de aanstaande Tweede Kamerverkiezingen zou moeten worden gekozen wordt voortijdig beëindigd na hevige discussies over personen en procedures. Nadat het partijbestuur een kandidaat-lijsttrekker door de politie uit de zaal laat zetten lopen de emoties zodanig op dat men niet meer tot besluiten komt.[5]
- Religie
  - 1943 - Encycliek Divino Afflante Spiritu van Paus Pius XII over de promotie van Bijbelstudies.
- Sport
  - 1861 - De 3739 meter hoge Weißkugel, gelegen in Oostenrijk, wordt voor de eerste maal beklommen.
  - 1945 - De Finse atleet Viljo Heino verbetert in Turku het werelduurrecord atletiek: in één uur tijd loopt hij 19.339 meter.
  - 1982 - Opening van de twaalfde Gemenebestspelen in Brisbane met de deelname van 1583 atleten afkomstig uit 46 landen.
  - 2000 - Bij de Olympische Spelen in Sydney prolongeert de Nederlandse hockeyploeg de olympische titel door Zuid-Korea in de finale na strafballen (5-4) te verslaan.[2]
  - 2001 - Het Angolees voetbalelftal wint de vijfde editie van de COSAFA Cup door in de finale (over twee wedstrijden) Zimbabwe te verslaan.
  - 2007 - Haile Gebrselassie rent in Berlijn een nieuw wereldrecord op de marathon (2:04:26).
  - 2007 - Duitsland wint het vijfde WK voetbal voor vrouwen door Brazilië (2-0) in de finale te verslaan en zo de titel te prolongeren.
  - 2010 - Op het wereldkampioenschap wielrennen in het Australische Geelong behaalt de Zwitser Fabian Cancellara voor de vierde keer de wereldtitel in de individuele tijdrit.
  - 2010 - De Spaanse wielrenner Alberto Contador wordt voorlopig geschorst door de UCI, omdat er in een dopingtest tijdens de voorbije Ronde van Frankrijk, door Contador gewonnen, minieme sporen gevonden zijn van het verboden middel clenbuterol.
  - 2017 - Tennisster Kateryna Bondarenko wint op 31-jarige leeftijd voor het eerst in negen jaar weer een WTA-toernooi. De Oekraïense is in Tasjkent in de finale met 6-4 en 6-4 te sterk voor Timea Babos.
  - 2017 - De Nederlandse volleybalsters bereiken de EK-finale, ditmaal door in Bakoe gastland Azerbeidzjan in vijf sets te verslaan: 3-2 (20-25, 25-19, 25-19, 25-27, 15-12).
  - 2017 - De Franse competitiewedstrijd tussen Amiens SC en Lille OSC wordt na een kwartier spelen stilgelegd nadat een deel van de tribunes is ingestort. Het hek voor het uitvak in het Stade de la Licorne van Amiens bezwijkt als de supporters van Lille de openingstreffer van Fodé Ballo-Touré vieren. Tientallen fans vallen daardoor een stuk naar beneden.[6]
  - 2023 - Voetbalclub Almere City FC boekt de eerste zege in de Eredivisie in de historie van de voetbalclub. In de uitwedstrijd tegen FC Utrecht is de eindstand 0-2.[7]
- Wetenschap en technologie
  - 1929 - Eerste bemande vlucht met een raketvliegtuig; aan boord is Fritz von Opel.[2]
  - 1992 - In Zolder wordt de laatste steenkolenmijn van België gesloten.
  - 2016 - De Rosetta ruimtesonde van ESA is op een gecontroleerde wijze in botsing gebracht met de komeet 67P/Churyumov-Gerasimenko omdat de missie ten einde is.[8]
  - 2023 - Lancering van een Falcon 9 raket van SpaceX vanaf Kennedy Space Center Lanceercomplex 40 voor de Starlink group 6-19 missie met 22 Starlink satellieten.[9]

## Geboren

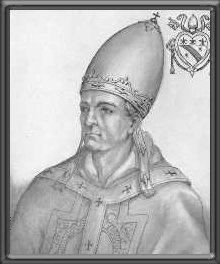
Paus Nicolaas IV,
geboren in 1227

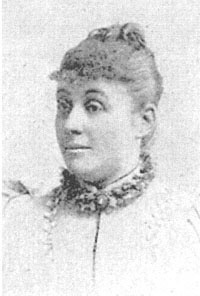
Wilhelmina Drucker,
geboren in 1847

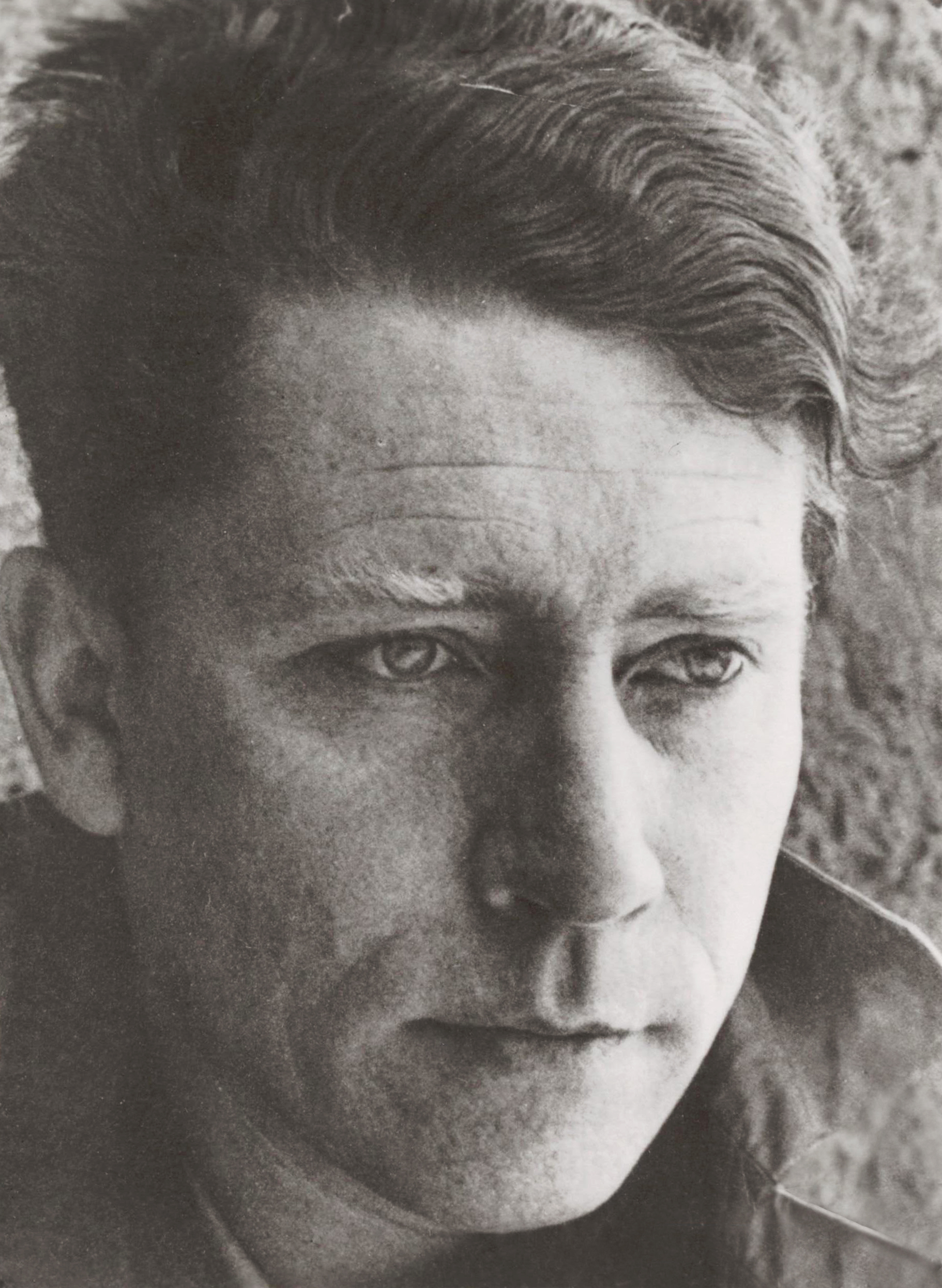
Hendrik Marsman,
geboren in 1899

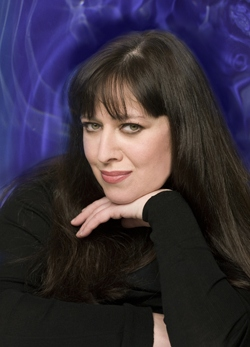
Basia (Barbara Trzetrzelewska),
geboren in 1954

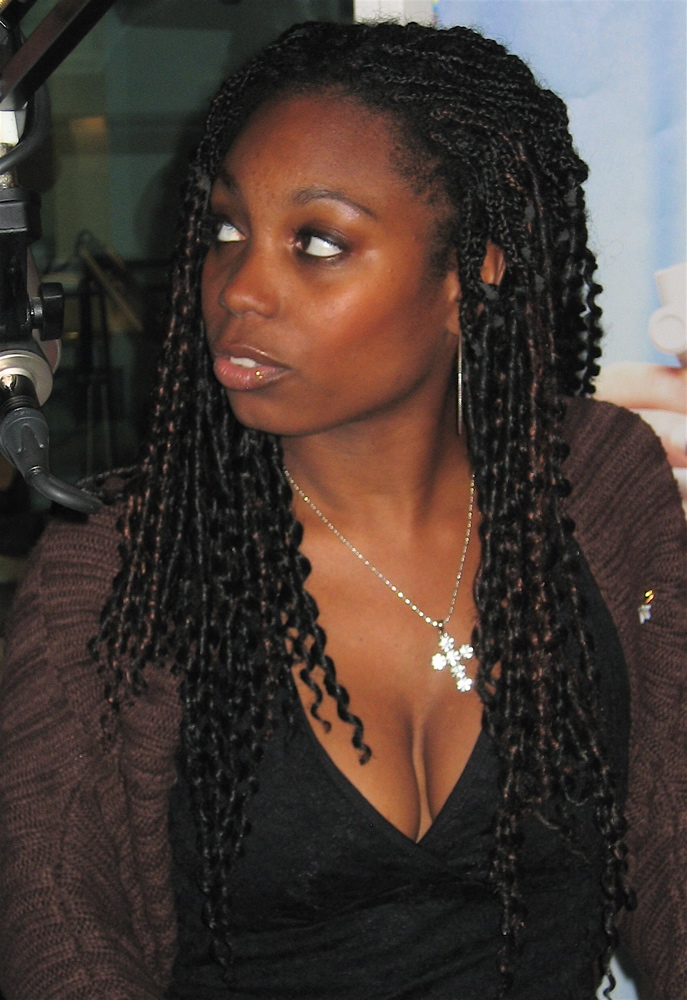
Angela Esajas,
geboren in 1978

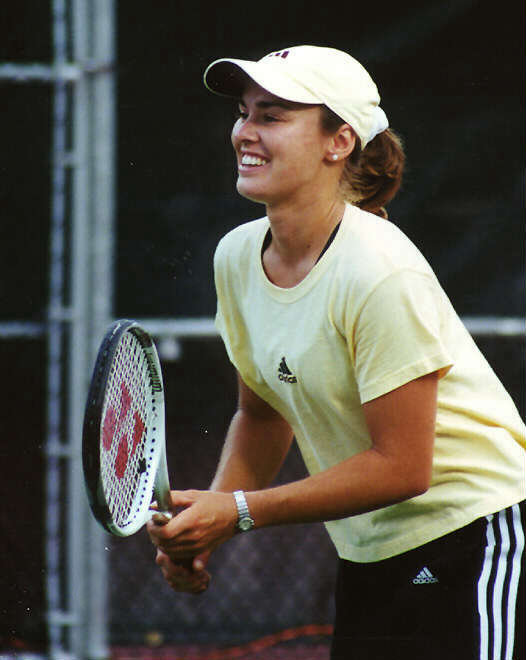
Martina Hingis,
geboren in 1980

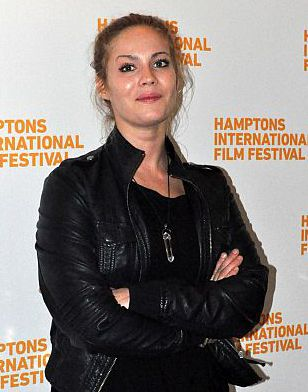
Pihla Viitala,
geboren in 1982

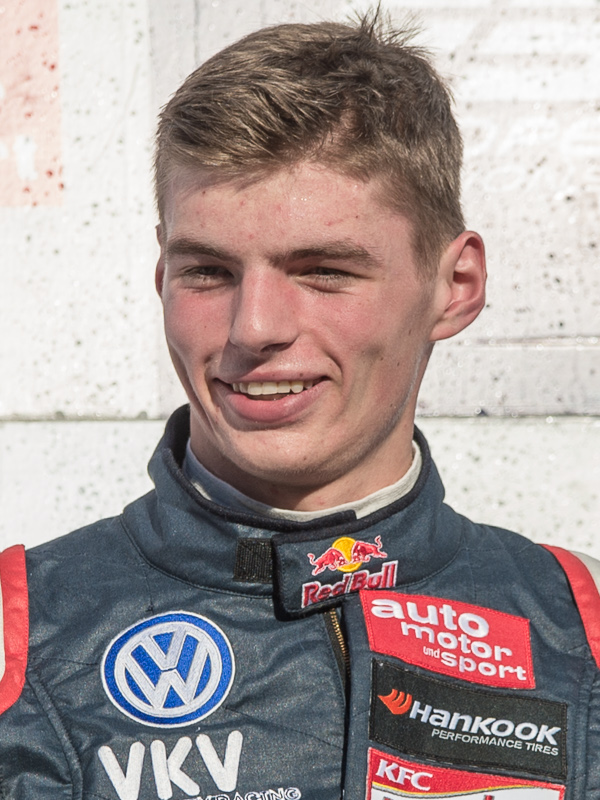
Max Verstappen,
geboren in 1997

- 1207 - Jalal ad-Din Rumi, Turks of Perzisch dichter en soefistisch mysticus (overleden 1273)
- 1227 - Girolamo Masci d'Ascoli, de latere Paus Nicolaas IV (overleden 1292)
- 1700 - Stanisław Konarski, Pools educatief hervormer, politiek schrijver (overleden 1773)
- 1732 - Jacques Necker, Frans staatsman (overleden 1804)
- 1751 - Claude de Jouffroy d'Abbans, Frans ingenieur (overleden 1832)
- 1765 - José María Morelos, Mexicaans onafhankelijkheidsstrijder (overleden 1815)
- 1766 - Stephanus Hanewinkel, Nederlands predikant en schrijver (overleden 1856)
- 1802 - Antoine-Jérôme Balard, Frans scheikundige (overleden 1876)
- 1847 - Wilhelmina Drucker, Nederlands feministe (overleden 1925)
- 1847 - Wilhelm Christiaan Nieuwenhuijzen, Nederlands beroepsmilitair en publicist (overleden 1913)
- 1852 - Charles Villiers Stanford, Engels componist (overleden 1924)
- 1855 - Nicolaas Bosboom, Nederlands militair en politicus (overleden 1937)
- 1855 - Pieter van Romburgh, Nederlands chemicus en hoogleraar (overleden 1945)
- 1870 - Jean Perrin, Frans natuurkundige en Nobelprijswinnaar (overleden 1942)
- 1871 - Jan Fabricius, Nederlands toneelschrijver (overleden 1964)
- 1882 - Hans Wilhelm Geiger, Duits uitvinder van de geigerteller (overleden 1945)
- 1884 - Adeodato Giovanni Piazza, Italiaans curiekardinaal (overleden 1957)
- 1886 - Wilhelm Marschall, Duits admiraal (overleden 1976)
- 1891 - Otto Schmidt, Russisch wetenschapper (overleden 1956)
- 1894 - Dirk Jan Struik, Nederlands-Amerikaans wiskundige en wetenschapshistoricus (overleden 2000)
- 1895 - Lewis Milestone, Amerikaans filmregisseur (overleden 1980)
- 1898 - Renée Adorée, Frans-Amerikaans actrice (overleden 1933)
- 1898 - Prinses Charlotte van Monaco, moeder van prins Reinier III van Monaco (overleden 1977)
- 1899 - Peter Kuhlen, medestichter van de Apostolische Gemeinschaft (overleden 1986)
- 1899 - Hendrik Marsman, Nederlands dichter (overleden 1940)
- 1901 - Hein van der Niet, Nederlands acteur (overleden 1975)
- 1902 - Piet Lieftinck, Nederlands politicus (overleden 1989)
- 1905 - Henry Pearce Australisch roeier (overleden 1976)
- 1905 - Michael Powell, Brits filmregisseur (overleden 1990)
- 1906 - Václav Smetáček, Tsjechisch dirigent, componist, muziekpedagoog, musicoloog, filosoof en hoboïst (overleden 1986)
- 1908 - David Oistrach, Russisch violist (overleden 1974)
- 1917 - Kornel Mayer, Duits componist en dirigent (overleden 1981)
- 1917 - Buddy Rich, Amerikaans jazzdrummer (overleden 1987)
- 1918 - Giovanni Canestri, Italiaans kardinaal-aartsbisschop van Genua (overleden 2015)
- 1918 - René Rémond, Frans historicus en politicoloog (overleden 2007)
- 1919 - Roberto Bonomi, Argentijns autocoureur (overleden 1992)
- 1919 - Cecil Green, Amerikaans autocoureur (overleden 1951)
- 1920 - Willem G. van Maanen, Nederlands journalist en schrijver (overleden 2012)
- 1921 - Deborah Kerr, Engels actrice (overleden 2007)
- 1921 - Jentsje Popma, Nederlands schilder en beeldhouwer (overleden 2022)
- 1922 - Jan Remmers, Nederlands voetballer en voetbalcoach (overleden 2013)
- 1924 - Truman Capote, Amerikaans schrijver (overleden 1984)
- 1926 - Jan Lammers, Nederlands atleet (overleden 2011)
- 1926 - Fré Vooys-Bosma, Nederlands (lokaal Haags) politica (overleden 2020)
- 1928 - Elie Wiesel, Joods-Roemeens-Frans-Amerikaans schrijver (overleden 2016)
- 1929 - Kjell Askildsen, Noors schrijver (overleden 2021)
- 1929 - Leticia Ramos-Shahani, Filipijns diplomate en politica (overleden 2017)
- 1929 - Dorothee Sölle, Duits theologe (overleden 2003)
- 1931 - Angie Dickinson, Amerikaans actrice
- 1931 - Jan J. van der Hoorn, Nederlands lange-afstandschaatser (overleden 2016)
- 1932 - Shintaro Ishihara, Japans auteur, acteur en politicus (overleden 2022)
- 1933 - Cissy Houston, Amerikaans zangeres, moeder van Whitney Houston (overleden 2024)
- 1933 - Ilja Kabakov, Russisch-Amerikaans beeldend kunstenaar (overleden 2023)
- 1933 - Thomas Rap, Nederlands uitgever (overleden 1999)
- 1934 - Udo Jürgens, Oostenrijks zanger (overleden 2014)
- 1934 - Anna Kashfi, Brits actrice (overleden 2015)
- 1936 - Anne-Chatrine Lafrenz, Duits atlete (overleden 2023)
- 1937 - Gary Hocking, Zimbabwaans motor- en autocoureur (overleden 1962)
- 1938 - Ishmael Bernal, Filipijns filmregisseur (overleden 1996)
- 1940 - Dewey Martin, Canadees drummer (overleden 2009)
- 1941 - Paul Bremer, Amerikaans topdiplomaat en bestuurder
- 1941 - Reine Wisell, Zweeds autocoureur (overleden 2022)
- 1942 - Sture Pettersson, Zweeds wielrenner (overleden 1983)
- 1944 - Jean-Louis Debré, Frans politicus (overleden 2025)
- 1944 - Eduard Bomhoff, Nederlands columnist, econoom en politicus
- 1944 - Jimmy Johnstone, Schots voetballer (overleden 2006)
- 1944 - Jan Klein, Nederlands schrijver (overleden 2000)
- 1944 - Joop van Tellingen, Nederlands paparazzo en glamourfotograaf (overleden 2012)
- 1945 - Franz-Josef Kemper, West-Duits atleet
- 1945 - Ehud Olmert, Israëlisch politicus
- 1945 - Ralph Siegel, Duits componist en muziekproducent
- 1945 - Victor Ziga, Filipijns politicus (overleden 2021)
- 1946 - Barry Hulshoff, Nederlands voetballer en voetbaltrainer (overleden 2020)
- 1946 - Jochen Mass, Duits autocoureur (overleden 2025)
- 1946 - Koos Spee, Nederlands verkeersofficier van justitie
- 1947 - Marc Bolan, Brits singer-songwriter en gitarist (overleden 1977)
- 1948 - Henk Spaan, Nederlands journalist en televisieprogrammamaker
- 1949 - Jo Coenen, Nederlands architect en stedenbouwkundige
- 1950 - Laura Esquivel, Mexicaans schrijfster
- 1950 - Willy Jansen, Nederlands hoogleraar vrouwenstudies en universiteitsbestuurder
- 1950 - Renato Zero, Italiaans zanger
- 1951 - Barry Marshall, Australisch bioloog en Nobelprijswinnaar
- 1952 - Annie van Stiphout, Nederlands atlete
- 1952 - Jack Wild, Brits acteur en zanger (overleden 2006)
- 1953 - Annemieke Hoogendijk, Nederlands tekstschrijfster, actrice en zangeres
- 1953 - Freddie Hubalde, Filipijns basketballer
- 1953 - Stephen Michael Stirling, Canadees-Amerikaans sciencefictionschrijver
- 1954 - Basia Trzetrzelewska, Pools zangeres van de Britse band Matt Bianco
- 1955 - Dirk De Cock, Belgisch politicus en leraar
- 1956 - Frank Arnesen, Deens voetballer
- 1956 - Marie Esmeralda van België, Belgisch prinses
- 1957 - Fran Drescher, Amerikaans actrice
- 1957 - Wilfried de Jong, Nederlands televisiemaker, cabaretier, schrijver
- 1959 - Evert Bleuming, Nederlands voetballer
- 1959 - Paul De Roo, Belgisch atleet
- 1959 - Debrah Farentino, Amerikaans actrice en model
- 1959 - Elsemieke Havenga, Nederlands hockeyster en televisiepresentatrice
- 1960 - Blanche Lincoln, Amerikaans politica
- 1960 - Bill Rieflin, Amerikaans drummer (overleden 2020)
- 1961 - Dieter Ilg, Duits jazzcontrabassist en componist
- 1961 - Jan Hidde Kruize, Nederlands hockeyer
- 1961 - Pedro Pedrucci, Uruguayaans voetballer
- 1961 - Eric van de Poele, Belgisch autocoureur
- 1961 - Eric Stoltz, Amerikaans acteur
- 1962 - Nelly Aerts, Belgisch atlete
- 1962 - Zoran Arsić, Servisch voetbalscheidsrechter
- 1962 - Jeff Bodart, Belgisch zanger (overleden 2008)
- 1962 - Sergio Casal, Spaans tennisspeler
- 1962 - Dariusz Dziekanowski, Pools voetballer
- 1962 - Jean-Paul van Poppel, Nederlands wielrenner
- 1962 - Frank Rijkaard, Nederlands voetballer en voetbaltrainer
- 1963 - Chazia Mourali, Nederlands televisiepresentatrice
- 1964 - Monica Bellucci, Italiaans supermodel en actrice
- 1964 - Koen De Bouw, Belgisch acteur
- 1964 - Mike McKay Australisch roeier
- 1964 - Gary Muller, Zuid-Afrikaans tennisspeler
- 1964 - He Zhili, Chinees-Japans tafeltennisspeelster
- 1966 - Neil Broad, Brits tennisspeler
- 1967 - Vladimir Kosse, Moldavisch voetballer
- 1967 - Aaron Krickstein, Amerikaans tennisspeler
- 1968 - Sharon Jaklofsky, Nederlands atlete
- 1968 - Simone Osygus, Duits zwemster
- 1968 - Hervé Renard, Frans voetballer en voetbalcoach
- 1969 - Jan Bruin, Nederlands voetballer
- 1969 - Younous Omarjee, Frans politicus
- 1970 - Paul de Munnik, Nederlands acteur en zanger (Acda en De Munnik)
- 1971 - Jenna Elfman, Amerikaans actrice
- 1972 - Ari Behn, Noors schrijver en documentairemaker; gehuwd geweest met prinses Märtha Louise van Noorwegen (overleden 2019)
- 1973 - Olivier Bisback, Belgisch acteur en stuntman
- 1973 - Todd Rogers, Amerikaans beachvolleyballer
- 1975 - Marion Cotillard, Frans actrice
- 1975 - Dennis Gentenaar, Nederlands voetballer
- 1975 - Wopke Hoekstra, Nederlands politicus
- 1975 - Kurao Umeki, Japans atleet
- 1976 - Frank Dressler, Duits wielrenner
- 1977 - Roy Carroll, Noord-Iers voetballer
- 1977 - Héctor Tapia, Chileens voetballer
- 1977 - Jeroen Wollaars, Nederlands tv-verslaggever
- 1978 - Angela Esajas, Nederlands presentatrice, zangeres en actrice
- 1979 - Jon Kasdan, Amerikaans regisseur, scenarioschrijver en acteur
- 1979 - Primož Kozmus, Sloveens atleet
- 1979 - Andy van der Meijde, Nederlands voetballer
- 1979 - Tinne Rombouts, Belgisch politica
- 1980 - Virgil Abloh, Amerikaans ingenieur-architect, beeldkunstenaar, modeontwerper en dj (overleden 2021)
- 1980 - Christian Cantwell, Amerikaans atleet
- 1980 - Martina Hingis, Zwitsers tennisster
- 1980 - Shelley Olds, Amerikaans wielrenster
- 1980 - Catharine Pendrel, Canadees mountainbikester
- 1980 - Milagros Sequera, Venezolaans tennisster
- 1980 - Gert Steegmans, Belgisch wielrenner
- 1980 - Jessica Torny, Nederlands voetbalster en voetbaltrainster
- 1980 - Thomas Verhoef, Nederlands televisiepresentator en -klusser
- 1981 - Kristina Barrois, Duits tennisster
- 1981 - Igor Koenitsyn, Russisch tennisser
- 1981 - Steyn de Leeuwe, Nederlands acteur en presentator
- 1981 - Victor Ordóñez, Spaans autocoureur
- 1982 - Bram Castro, Belgisch voetballer
- 1982 - Lacey Chabert, Amerikaans actrice
- 1982 - Kenny van Hummel, Nederlands wielrenner
- 1982 - Pihla Viitala, Fins actrice
- 1984 - Keisha Buchanan, Brits zangeres
- 1984 - Soraya Haddad, Algerijns judoka
- 1984 - Irakli Kvirikasjvili, Georgisch voetbalscheidsrechter
- 1984 - Nemanja Rnić, Servisch voetballer
- 1985 - Adriënne Herzog, Nederlands atlete
- 1985 - Daniel Avery, Brits danceproducer
- 1985 - Dennis Higler, Nederlands voetbalscheidsrechter
- 1985 - Dmitri Grabovski, Oekraïens wielrenner (overleden 2017)
- 1985 - Cristian Rodríguez, Uruguayaans voetballer
- 1986 - Joan Cañellas, Spaans handballer
- 1986 - Olivier Giroud, Frans voetballer
- 1986 - Cristián Zapata, Colombiaans voetballer
- 1987 - Ivan Rovny, Russisch wielrenner
- 1988 - Sade Daal, Surinaams zwemster
- 1989 - Christian Brüls, Belgisch voetballer
- 1989 - Fernando Guerrero, Ecuadoraans voetballer
- 1989 - Lukas Hofer, Italiaans biatleet
- 1989 - Mounir Samuel, Nederlands politicoloog en publicist
- 1990 - Dominique Aegerter, Zwitsers motorcoureur
- 1990 - Alyssa Anderson, Amerikaans zwemster
- 1990 - Kim Seung-gyu, Zuid-Koreaans voetballer
- 1991 - Wouter Brus, Nederlands atleet
- 1991 - Selena Piek, Nederlands badmintonster
- 1991 - Thomas Röhler, Duits atleet
- 1991 - Annefleur Schipper, Nederlands programmamaker, podcastmaker en (eind)redacteur
- 1993 - Claire Bender, Nederlands actrice
- 1993 - Djaga Djaga, Nederlands rapper en crimineel
- 1993 - Philipp Max, Duits voetballer
- 1994 - Andrea Mantovani, Italiaans motorcoureur
- 1995 - Victor Andrade, Braziliaans voetballer
- 1995 - Felix Elofsson, Zweeds freestyleskiër
- 1996 - Alexander Nübel, Duits voetballer
- 1996 - Thomas Ouwejan, Nederlands voetballer
- 1997 - Simon Andreassen, Deens wielrenner
- 1997 - Max Verstappen, Nederlands autocoureur
- 1999 - Arón Canet, Spaans motorcoureur
- 1999 - Sofia Cantore, Italiaans voetbalster
- 1999 - Jordan Teze, Nederlands voetballer
- 1999 - Marthe Truyen, Belgisch wielrenster
- 2000 - Glenn van Straalen, Nederlands motorcoureur
- 2001 - Sergio Arribas, Spaans voetballer
- 2001 - Afonso Eulálio, Portugees wielrenner
- 2001 - Tahir Yiğit, Turks wielrenner
- 2002 - Maddie Ziegler, Amerikaans danseres
- 2003 - Bryce Aron, Amerikaans autocoureur
- 2003 - Nina Gademan, Nederlands autocoureur
- 2003 - Inez van der Veen, Nederlands voetbalster

## Overleden

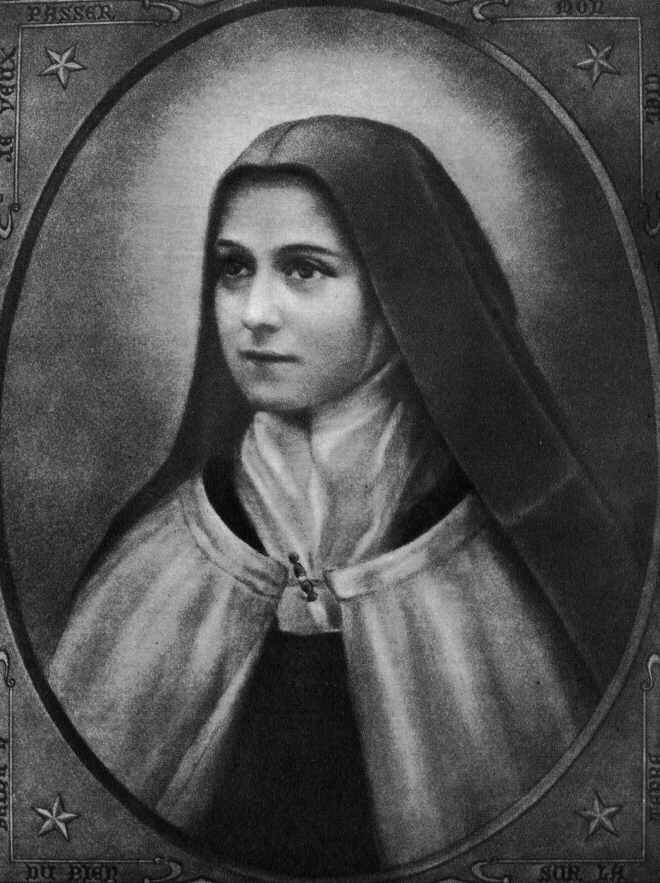
Theresia van Lisieux,
overleden in 1897

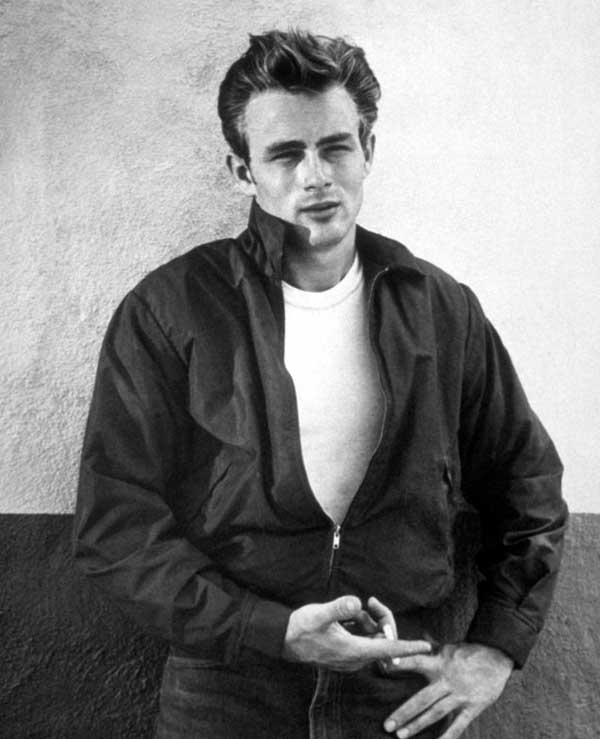
James Dean,
overleden in 1955

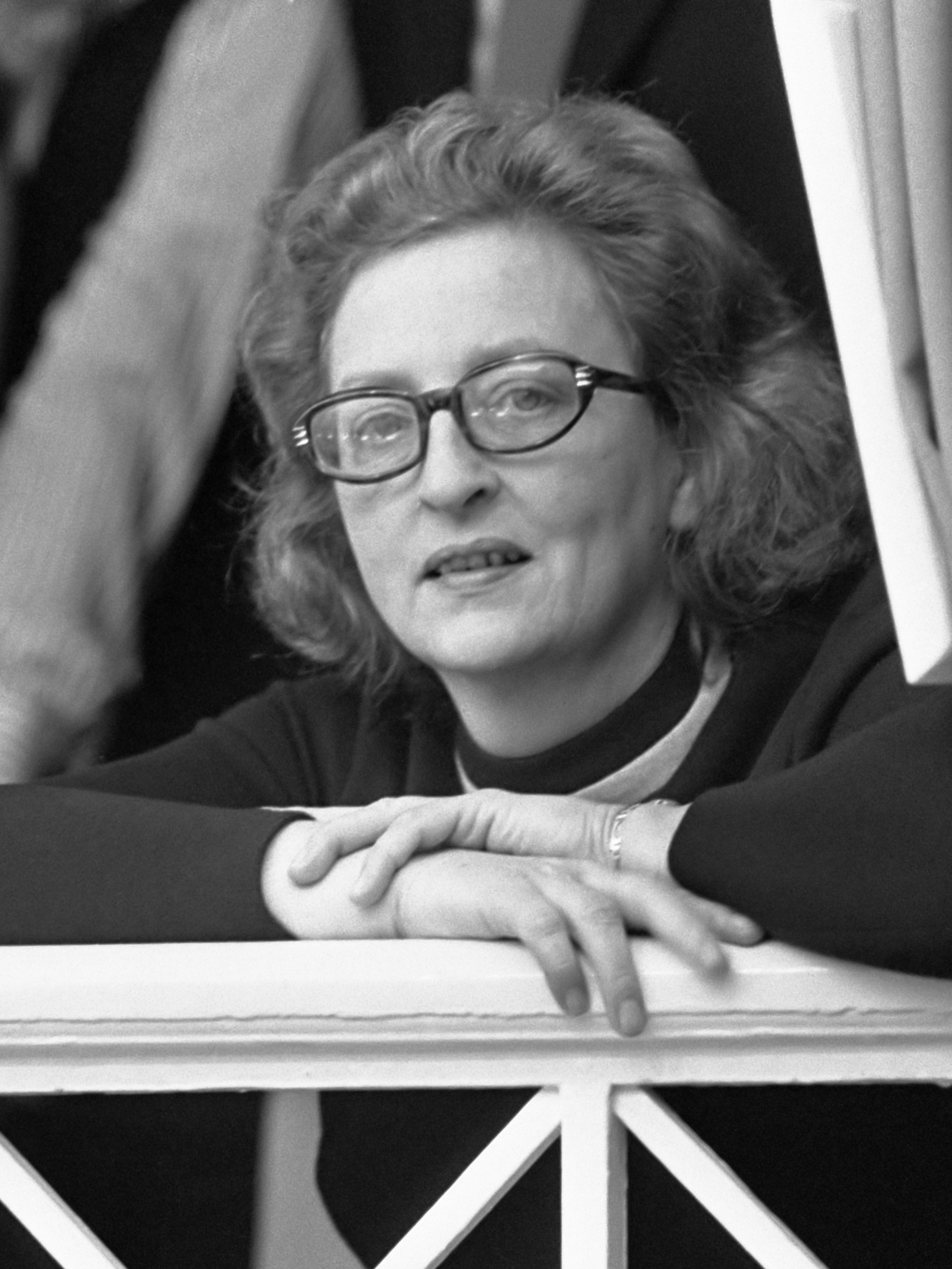
Liesbeth den Uyl,
overleden in 1990

- 420 - Hiëronymus van Stridon, kerkvader en vertaler van de Bijbel
- 653 - Honorius van Canterbury, Angelsaksisch aartsbisschop
- 1376 - Adelheid van Vianden, regentes van Nassau-Siegen
- 1547 - Maria van Hout (ca. 77), Nederlands (Brabants) mystica
- 1584 - Jacques Dubrœucq (79?), Zuid-Nederlands beeldhouwer en architect
- 1640 - Jacopo Chimenti (89), Italiaans kunstschilder
- 1699 - Johann Leusden (75), Nederlands calvinistisch theoloog
- 1811 - Thomas Percy (82), Engels bisschop en dichter
- 1859 - Johannes Haitsma Mulier (48), Nederlands bestuurder
- 1885 - Maria Kleine-Gartman (66), Nederlands actrice
- 1888 - Elizabeth Stride (44), derde canonieke slachtoffer Jack the Ripper
- 1888 - Willem Jan Louis Verbeek (68), Nederlands arts en schaker
- 1897 - Theresia van Lisieux (24), Frans heilige
- 1903 - Caspar Josefus Martinus Bottemanne (80), R.K. bisschop van Haarlem
- 1934 - Giuseppe Mori (84), Italiaans curiekardinaal
- 1941 - Hans Bierhuijs (32), Nederlands verzetsstrijder
- 1942 - Gerrit van Weezel (60), Nederlands componist en dirigent
- 1943 - Johan Ludwig Mowinckel (72), Noors politicus
- 1948 - Edith Roosevelt (87), Amerikaans presidentsvrouw
- 1955 - James Dean (24), Amerikaans acteur
- 1960 - Tjeerd Adema (74), Nederlands journalist en schrijver
- 1967 - Antoinette van Hoytema (91), Nederlands beeldend kunstenares
- 1969 - Frederic Bartlett (82), Engels psycholoog
- 1970 - Benedetto Aloisi Masella (91), Italiaans curiekardinaal
- 1972 - Jos Lindeboom (66), Nederlands bestuurder
- 1984 - Eulogio Martínez (49), Spaans-Paraguayaans voetballer
- 1985 - Floyd Crosby (85), Amerikaans cinematograaf
- 1985 - Simone Signoret (64), Frans actrice en schrijfster
- 1986 - Jacques de Bresser (78), Nederlands beeldhouwer en tekenaar
- 1988 - Al Holbert (41), Amerikaans autocoureur
- 1990 - Michel Leiris (89), Frans etholoog, dichter en schrijver
- 1990 - Liesbeth den Uyl-van Vessem (66), Nederlands feministe en schrijfster
- 1990 - Patrick White (78), Australisch schrijver
- 1994 - André Michael Lwoff (92), Frans microbioloog, winnaar Nobelprijs
- 1994 - Roberto Eduardo Viola Prevedini (69), president van Argentinië
- 1999 - Frank Forberger (55), Oost-Duits roeier
- 1999 - Herman Lauxtermann (69), Nederlands politicus
- 1999 - Mies van Oppenraaij (87), Nederlands kunstschilder en glazenier
- 2000 - Hans-Peter Tschudi (86), Zwitsers politicus
- 2002 - Göran Kropp (35), Zweeds alpinist
- 2002 - GodeLiva Uleners (alias Liva Willems) (69), Belgisch schrijfster
- 2003 - Josje Smit (76), Nederlands beeldend kunstenaar
- 2004 - Mildred McDaniel (70), Amerikaans atlete
- 2004 - Willem Oltmans (79), Nederlands journalist en schrijver
- 2004 - Fernand Terby (76), Belgisch dirigent
- 2004 - GodeLiva Uleners (71), Belgisch schrijfster
- 2008 - Joshua Benjamin Jeyaretnam (82), Singaporees politicus
- 2009 - Pentti Airikkala (64), Fins rallyrijder
- 2009 - Rafael Arozarena (86), Spaans schrijver
- 2009 - Pavlo Popovytsj (78), Oekraïens kosmonaut
- 2009 - Victor Van Schil (69), Belgisch wielrenner
- 2010 - Aaron-Carl Ragland (37), Amerikaans dj
- 2010 - Joan Triadú i Font (89), Catalaans schrijver, literatuurcriticus en pedagoog
- 2011 - Ralph Steinman (68), Canadees immunoloog en Nobelprijswinnaar
- 2012 - Barbara Ann Scott (84), Canadees kunstschaatsster
- 2012 - Joseph Willigers (81), Nederlands missiebisschop
- 2013 - Dara Faizi (25), Nederlands cabaretier
- 2013 - Ramblin' Tommy Scott (96), Amerikaans musicus en entertainer
- 2014 - Élina Labourdette (95), Frans actrice
- 2014 - Martin Lewis Perl (87), Amerikaans natuurkundige
- 2015 - Ricky Talan (54), Nederlands voetballer
- 2016 - Jan van der Meer (84), Nederlands burgemeester
- 2017 - Monty Hall (96), Canadees presentator
- 2017 - Donald Malarkey (96), Amerikaans militair
- 2017 - Vladimir Vojevodski (51), Russisch wiskundige
- 2018 - Raf Declercq (94), Belgisch politicus
- 2018 - Wilhelm Keim (83), Duits scheikundige en hoogleraar
- 2019 - Jessye Norman (74), Amerikaans (opera)zangeres
- 2019 - Ben Pon (82), Nederlands ondernemer, coureur en kleiduivenschutter
- 2020 - Beb Mulder (81), Nederlands beeldhouwer, grafisch ontwerper en schilder
- 2020 - Quino (Joaquín Salvador Lavado) (88), Argentijns cartoonist en striptekenaar
- 2020 - Pien Storm van Leeuwen (75), Nederlands beeldend kunstenares en dichteres
- 2021 - Fons Lichtenberg (79), Nederlands burgemeester
- 2021 - José Pérez Francés (84), Spaans wielrenner
- 2021 - Herman Snijders (67), Surinaams componist en dirigent
- 2021 - Koichi Sugiyama (90), Japans componist
- 2021 - Wim Vriend (79), Nederlands waterpolospeler
- 2021 - Aad Wagenaar (82), Nederlands journalist
- 2022 - Franco Dragone (69), Belgisch regisseur en zakenman
- 2022 - Menno Meyer (92), Nederlands edelsmid en beeldhouwer
- 2022 - Colin Touchin (69), Brits componist
- 2023 - Jan T. Bremer (91), Nederlands geograaf, historicus, docent en publicist
- 2023 - Khaled Khalifa (59), Syrisch auteur
- 2024 - Giel Haenen (90), Nederlands voetballer
- 2024 - Frans A. Janssen (85), Nederlandse historicus
- 2024 - Dikembe Mutombo (58), Congolees-Amerikaans basketballer
- 2024 - Ron Steens (72), Nederlands hockeyspeler

## Viering/herdenking
- Botswana - Onafhankelijkheidsdag
- Rooms-Katholieke kalender:

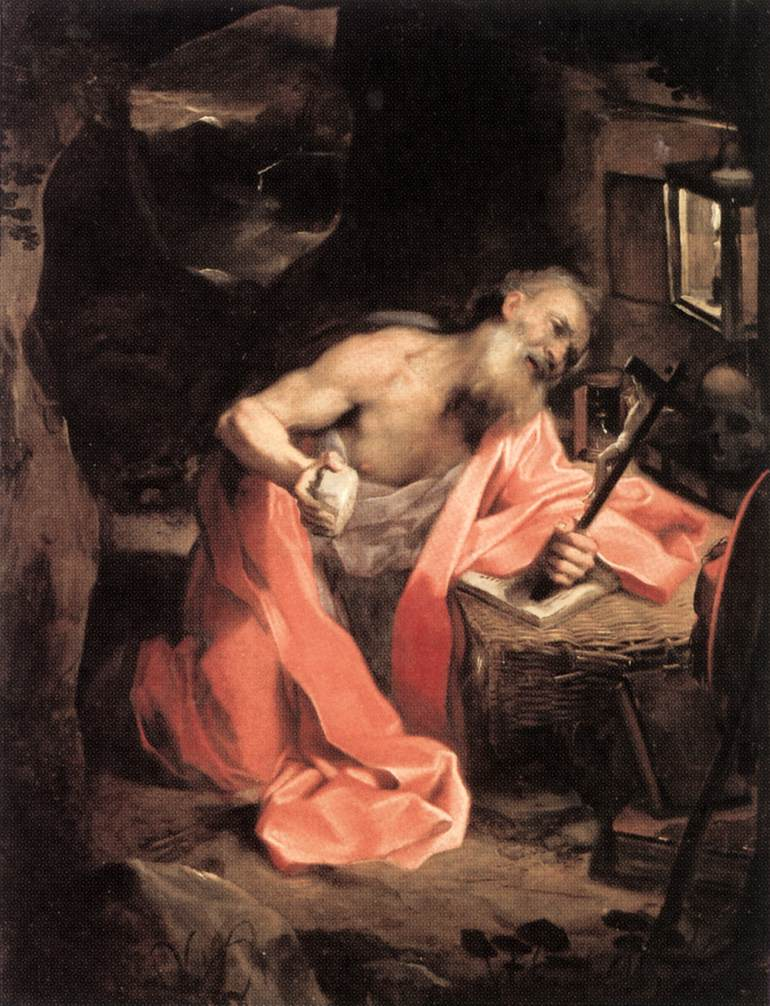
Hiëronymus van Stridon

Botswana

  - Heilige Hiëronymus van Stridon († c. 419) - Gedachtenis
  - Heilige Sofia (van Rome) († c. 135)
  - Heilige Honoré (van Canterbury) († 653)
  - Heilige Victor en Ursus (van Solothurn) († 286)
  - Heilige Antoninus van Piacenza († 303)
  - Zalige Frederik Albert († 1876)
  - Zalige Koenraad van Urach († 1227)

## Weerextremen

### Nederland
| | Officiële records | Officiële records | Officiële records |      | Landelijke records | Landelijke records | Landelijke records                 |
| Gebeurtenis | Jaar              | Extreem           | Locatie           | Jaar | Extreem            | Locatie            |                                    |
| --- | ----------------- | ----------------- | ----------------- | ---- | ------------------ | ------------------ | ---------------------------------- |
| Laagste etmaalgemiddelde temperatuur (°C) | 1940              | 6,5               | De Bilt           |      | 1940               | 6,0                | Maastricht                         |
| Hoogste etmaalgemiddelde temperatuur (°C) | 1975              | 17,4              | De Bilt           |      | 2011               | 19,2               | Vlissingen                         |
| Laagste minimumtemperatuur (°C) | 2018              | −0,1              | De Bilt           |      | 1969 2018          | −1,5               | Soesterberg, Vlissingen Vlissingen |
| Hoogste minimumtemperatuur (°C) | 1961              | 14,6              | De Bilt           |      | 2011               | 16,3               | Vlissingen                         |
| Laagste maximumtemperatuur (°C) | 1911              | 10,8              | De Bilt           |      | 1911               | 9,5                | Eelde                              |
| Hoogste maximumtemperatuur (°C) | 1975              | 24,3              | De Bilt           |      | 1975               | 26,6               | Maastricht                         |
| Hoogste uurgemiddelde windsnelheid (m/s) | 1911              | 20,1              | De Bilt           |      | 1911               | 22,1               | De Kooy                            |
| Hoogste windstoot (m/s) | 1968              | 19,0              | De Bilt           |      | 2022               | 27,0               | Vlissingen                         |
| Langste zonneschijnduur (uur) | 2013              | 10,8              | De Bilt           |      | 2011 2013          | 10,9               | Gilze-Rijen, Leeuwarden Volkel     |
| Langste neerslagduur (uur) | 2008              | 17,6              | De Bilt           |      | 2008               | 17,6               | De Bilt                            |
| Hoogste etmaalsom van de neerslag (mm) | 1978              | 22,3              | De Bilt           |      | 1978               | 48,0               | Volkel                             |
| Laagste etmaalgemiddelde relatieve vochtigheid (%) | 1959              | 47                | De Bilt           |      | 1959               | 43                 | Maastricht                         |
| Laagste uurwaarde luchtdruk op zeeniveau (hPa) | 1911              | 983,1             | De Bilt           |      | 1911               | 983,1              | De Bilt                            |
| Hoogste uurwaarde luchtdruk op zeeniveau (hPa) | 2015              | 1036,2            | De Bilt           |      | 2015               | 1038,2             | Eelde, Hoorn Terschelling          |
| Officiële records worden altijd gemeten op het KNMI-weerstation in De Bilt. Landelijke records kunnen worden gemeten op elk officieel KNMI-weerstation in Nederland. |                   |                   |                   |      |                    |                    |                                    |

Uitzonderlijke gebeurtenissen
- 1903 - Laatste officiële warme dag van het jaar (maximumtemperatuur ≥ 20 °C in De Bilt)
- 1903 - Laatste landelijke warme dag van het jaar gemeten in De Bilt (maximumtemperatuur ≥ 20 °C op een officieel weerstation)
- 1940 - Officieel maandrecord laagste etmaalgemiddelde temperatuur in °C van september gemeten in De Bilt: 6,5
- 1975 - Laatste officiële warme dag van het jaar (maximumtemperatuur ≥ 20 °C in De Bilt)

### België
Dagrecords
- 1902 - Laagste etmaalgemiddelde temperatuur 7,1 °C
- 1869 - Hoogste etmaalgemiddelde temperatuur 19,7 °C
- 1887 - Laagste minimumtemperatuur 2,5 °C
- 1895 - Hoogste maximumtemperatuur 25,6 °C
- 1911 - Hoogste etmaalsom van de neerslag 40,7 mm

Uitzonderlijke gebeurtenissen
- 1911 - Een hevige storm treft de kuststreek.
- 1933 - Maximumtemperatuur tot 26,8 °C in Wardin (Bastenaken).
- 1940 - Minimumtemperatuur tot −2,0 °C op de Baraque Michel (Jalhay).

<< · 1 · 2 · 3 · 4 · 5 · 6 · 7 · 8 · 9 · 10 · 11 · 12 · 13 · 14 · 15 · 16 · 17 · 18 · 19 · 20 · 21 · 22 · 23 · 24 · 25 · 26 · 27 · 28 · 29 · 30 · >>